# Instrumento de Rendição Paquistanês
O Instrumento de Rendição do Paquistão (em bengali:  পাকিস্তানের আত্মসমর্পণের দলিল) foi um documento legal assinado entre a Índia (junto com o Governo Provisório de Bangladesh) e o Paquistão para encerrar a Guerra de Libertação de Bangladesh e a Guerra Indo-Paquistanesa de 1971. Conforme o acordo trilateral, o governo paquistanês rendeu o Comando Oriental das Forças Armadas, permitindo assim o estabelecimento da República Popular de Bangladesh sobre o território do Paquistão Oriental. O documento foi assinado por Jagjit Singh Aurora e A. A. K. Niazi do Paquistão, que corroboraram a rendição de 93.000 soldados paquistaneses — a maior rendição do mundo em termos de número de pessoal desde a Segunda Guerra Mundial. Apesar do acordo, o Paquistão não reconheceu formalmente a soberania de Bangladesh até fevereiro de 1974. 
A ratificação do acordo por todos os lados também marcou o fim do genocídio em Bangladesh, perpetrado pelo Paquistão durante o conflito. Bangladesh e as Forças Armadas Indianas celebram a derrota e a rendição do Paquistão em 1971 anualmente, observando 16 de dezembro como o Dia da Vitória.

## Cerimônia de rendição

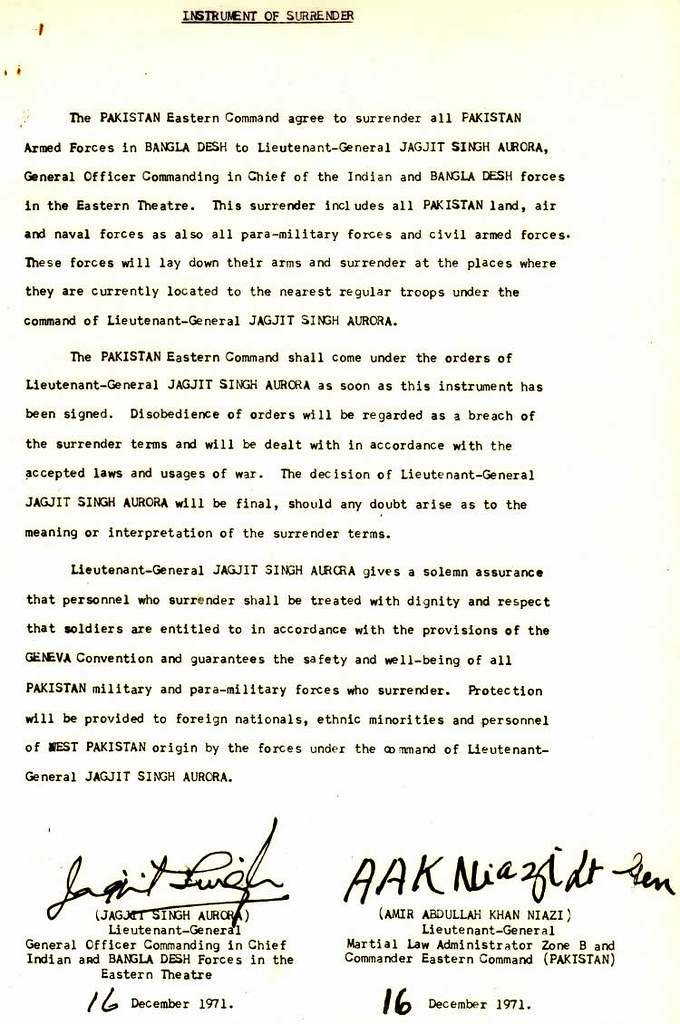
Cópia digitalizada do Instrumento de Rendição do Paquistão de 1971, Ministério de Assuntos da Guerra de Libertação de Bangladesh.

A cerimônia de rendição ocorreu no Hipódromo de Ramna em Dacca, Paquistão Oriental (hoje Bangladesh), em 16 de dezembro de 1971: A. A. K. Niazi do Exército do Paquistão se rendeu formalmente a Jagjit Singh Aurora, um oficial do Exército Indiano, e ao comandante conjunto das Forças de Bangladesh. A. K. Khandker, Vice-Chefe do Estado-Maior das Forças de Bangladesh, representou o Governo Provisório de Bangladesh na cerimônia.
Também estavam presentes do Comando Oriental do Paquistão Mohammad Shariff da Marinha do Paquistão e Patrick Desmond Callaghan da Força Aérea do Paquistão, ambos os quais assinaram o acordo ao lado de Niazi. Sagat Singh, Comandante do IV Corpo Indiano; Hari Chand Dewan, Comandante do Comando Aéreo Oriental Indiano; e J. F. R. Jacob, Chefe do Estado-Maior do Comando Oriental Indiano; todos atuaram como testemunhas em nome da Índia.
Niazi aceitou a rendição enquanto a multidão no Hipódromo imediatamente irrompeu em comemorações.